# 上野東京線
上野東京線（日语：／ Ueno-Tōkyō Rain */?）是位於日本關東地方的區域鐵路運行系統，由東日本旅客鐵道（JR東日本）營運。該系統以重建東京站與上野站之間、長度約3.6公里的東北本線列車線為基礎，貫通東海道本線與東北本線，並與既有的鐵路路線直通運行，將通往首都圈郊區的東海道線（東海道本線）與宇都宮線（東北本線）、高崎線、常磐線串聯起來。2008年動工興建，2015年3月14日通車營運，是繼湘南新宿線之後，JR東日本在首都圈第二個中距離列車服務系統。
车站编号以及路线记号方面，大宫站 - 上野站 - 东京站間（宇都宫线・高崎线・常磐线）是JU；取手站 - 上野站間（常磐线）是JJ、东京站 - 热海站 - 伊东站间（东海道本线・伊东线）是JT。

## 簡介
JR東日本於2002年公佈東北縱貫線計劃（日语：／ Tōhoku jūkansen keikaku */?），重建因轉移路廊予東北新幹線使用而切斷的上野站至東京站間東北本線列車線，令原本以上野站為起點的東北本線中距離列車班次（包括宇都宮線、高崎線及常磐線）延長到東京站，連接東海道本線列車線並相互直通運行，形成一個與湘南新宿線並行的新運行系統。路線在途中不設站，即列車有專用的運行路線，繞過平行的京濱東北線和山手線（上述兩線正式編制為東北本線的電車線，電車線指供短距離或各站停車列車行駛的路線）的神田、秋葉原、御徒町三站，從上野站直達東京站。JR東日本曾考慮將秋葉原站納入設站，但因工程費用及站區空間不足等問題而作罷。
完成後上述三條路線的列車可直達東京、新橋、品川、川崎、橫濱等東京都心及首都圈南部主要車站。除了方便旅客搭乘外，還可舒緩京濱東北線和山手線在繁忙時間的擠擁情況，並增加車輛調度及管理方面的彈性。工程原預計耗資300億日圓，其後向上修訂為400億日圓，全數由JR東日本承擔。2008年5月30日動工，當時預定2014年中完工、同年底通車。JR東日本於2013年12月9日宣布將此路線命名為「上野東京線」，並在2015年3月14日隨著時刻表調整而與北陸新幹線長野－金澤段同日通車。
曾经开行过來往熱海站至黑磯站的普通列車，是当时上野東京線行駛距離最長的班次，達267.9公里，行車時間約4小時50分鐘，貫穿靜岡、神奈川、東京、埼玉、茨城及栃木一都五縣。但该车在2022年3月的时刻表修订中被缩短区间。
昵称“上野东京线”不仅用于东京站和上野站之间，还用于宇都宫线、高崎线、常磐线、东海道线这些可以直通到达的线路。 在东京近郊电车线路图上，上野东京线会延伸至前桥站（两毛线）、宇都宫站（宇都宫线）、高萩站（常磐线）、成田站（成田线）、热海站（东海道线）和伊东站（伊东线）。 不过，除品川站和上野站之间的车站外，只有上行的列车会被标示为“上野东京线”，而下行列车则标示为各自将会行驶或正在行驶的线路的名称。 直通东海道线的部分列车在东京郊外线路图之外可以直达JR东海的沼津站，但在JR东海的管辖范围内，这些列车并没有正式标示为“上野东京线”（但部分车站和列车员可能会有不同的标示）。 此外，即使在东京近郊电车路线图上未显示的常磐线上的高萩站以北，在高萩站-磐城站之间的上行（往东京方向）特急的停车站，也可以看到“上野东京线”的标记（因为常磐线特急上行大多会经过上野东京线行驶到品川终到）。

## 歷史
自1885年開業起，東北本線列車線一直以上野站為實際起點站（記錄上東北本線是以東京站為起點站，包含京濱東北線、山手線等電車線），但因為貨運需要而設有連接東京站東海道本線列車線月台的聯絡線。除了貨運和車輛調度外，這條聯絡線也曾經供優等列車及中距離列車班次直通來往東北本線和東海道本線的列車線。同盟國軍事佔領日本期間，在1946年起運行的軍用列車「Yankee Limited」也利用此聯絡線來往關東及東北地方。
日本國鐵（JR東日本前身）在興建東北新幹線東京段時，因沒有適合的土地興建上野站－東京站的路段，於1983年1月31日決定廢除該聯絡線並拆卸部分路段，然後利用騰出的空間興建（主要是秋葉原－神田）。該聯絡線被廢除後，東北本線列車線和東海道本線列車線被完全分割成兩個獨立的運行系統，兩段剩下未被拆除的軌道分別被用作兩條路線的停車線。而東北新幹線上野－東京段最終於1991年6月20日開業，上越新幹線及其後開業的山形、秋田及北陸（長野）新幹線均使用該路段進入東京站。
但同時受此決定的影響，東北本線列車線（宇都宮線）、高崎線及常磐線的優等列車及中距離列車班次未能進入東京站，令這些路線的所有乘客必須於上野站換乘電車線——京濱東北線或山手線才能前往東京站，加上原有的乘客，導致京濱東北線和山手線在繁忙時間嚴重擁擠，出現飽和情況。因此這些中距離路線途經各縣均要求政府及JR東日本重新連接這段路線，而運輸省的運輸政策審議會（今交通政策審議會）在2000年1月27日所提出的答申第18號，亦於2000年將此路線指定為「應於2015年或以前開業的鐵路路線」。加上JR東日本的強烈意願，獲得指示後於2002年3月27日發表計劃。計劃主要在現有東北新幹線軌道上方建設新線，連接兩線原有的軌道，預定於2009年度末完成。
計劃公佈後，遭沿線的台東區上野、御徒町地區和千代田區神田地區的居民反對，並向JR東日本反映意見。受到反對影響，原定於2004年度中完成的環境評估報告需大幅延遲至2009年度末。期間不滿意JR東日本回應的神田地區居民於2007年8月1日入稟東京地方裁判所要求停工。經過5年審訊，東京地方裁判所最終於2012年9月24日判居民敗訴。
2008年3月26日，JR 东日本宣布将于同年5月动工，2013财政年度竣工，并于3月31日日在名为“2020年集团经营愿景-迎接挑战”的政策中重申了将该计划付诸实施的意图。 同年5月30日举行了奠基仪式。 据媒体报道，项目成本预计为300亿日元，后来又增加了100亿日元（考虑到沿线居民，隔音材料将采用透明材料，线路将从新干线的正上方延伸至山手线和京滨东北线的南侧，为此将开发新的轻型桥梁，以防止地震等问题。）。
正式的環境評估報告已於2007年9月獲得通過並公開。其後工程於2008年5月正式展開，初期預計2013年度完成，其後受東日本大震災等因素影響而修訂計劃，延後至預計2014年度完成，最終在2015年投入使用。

### 年表
- 2008年（平成20年）5月30日 - 動工
- 2013年（平成25年）12月9日 - 確定使用「上野東京線」做為暱稱
- 2014年（平成26年）
  - 6月4日 - 鋪軌完成。[24]
  - 7月12日 - 向公众公开。
  - 7月29日 - 开始试运行。[25]
  - 8月1日 - 開始对乘务员训练驾驶。[26]
  - 10月30日 - 公布直通運行概要
  - 12月19日 - 公布通車時之運行模式
- 2015年（平成27年）3月14日 - 通車[6]

## 運行形態
作为运营系统，设置了宇都宫线・高崎线 - 东海道线系统和常磐线-品川站系统，除了普通列车外，还为每个系统设置了快速列车和后面将会描述的特急列车（仅限常磐线）。 在上野站和品川站之间，列车只会在东京站和新桥站停靠（特急列车会通过新桥站）。 
该线路还会运营从东京开往（直通进）宇都宫线方向和高崎线方向（北行）、从宇都宫线内车站和高崎线内车站开往品川（南行）的列车，以及从上野站开往（直通进）东海道线的列车。宇都宫线和高崎线往返上野站的列车在上野东京线服务时间内会主要在上野站的“地平线月台”进行始发终到（指上野站一楼/地面的尽头式站台）。 此外，在与京滨东北线平行的大宫站和横滨站之间，以及与山手线平行的日暮里站和品川站之间，上野东京线的列车只在主要车站停靠（如上述东京、新桥等车站），与京滨东北线和山手线相比，发挥着快速列车的作用。
常磐线方面，从上野站始发和到达的列车较多；而从品川站始发和到达的列车则一般是中距离的特别快速列车，以及大部分常磐线的特急列车，品川站只有少数快速列车前往取手站和成田站。
与湘南新宿线不同，没有设置直通横须贺线的电车，但在同一条线路的品川站和大船站之间设有一些临时特急列车和快速列车（东海道本线支线（品鹤线）的品川站和鹤见站之间，以及与东海道线双轨并行的横须贺线的鹤见站和大船站之间）。 （临时快速“悠游横滨・镰仓”：在品川站和戶塚站之间运行，途经川崎站（东海道线的轨道），并从戶塚站直接连接到同一条线路；临时特快“草津”：在品川站和大船站之间运行，该区间列车在横须贺线上行驶）。

### 宇都宫线・高崎线 - 东海道线系统
列车直通运行的范围比湘南新宿线更广，开往宇都宫线一侧的大部分电车可直达宇都宫站，开往高崎线一侧的大部分电车可直达高崎站，部分电车还能经由上越线的新前桥站直达两毛线的前桥站；开往东海道线一侧的大部分电车可直达热海站（湘南新宿线电车只可直达小田原站），部分电车可直达伊东线的伊东站和东海道本线JR东海管辖范围内的沼津站。最初宇都宫线最远是可以通过电车直达黑矶的，同时黑矶站也可直达热海站。但随着2022年3月时刻表的修订，宇都宫站和黑矶站之间实现了单人运转，该区间的直通列车也因此停止运行，因此线路图也将宇都宫站 - 黑矶站路段排除在上野东京线之外。
大部分列车使用15节车厢编成运行，但也有一些列车使用10节车厢编成。使用15节车厢编成的路径最长列车是宇都宫线宇都宫站至热海站（以及往返沼津站和伊东站的列车，但会在热海站增减车厢）之间的列车，以及高崎线节假日上午从深谷站开往热海站的列车。
宇都宫线、高崎线和东海道线之间几乎全天都有直通列车。 在早高峰时段，宇都宫线-东海道线系统和高崎线-东海道线系统各有5列列车直通运行去往南边。 往北的方向上，几乎一半的列车从东海道线直通进宇都宫线和高崎线，一半的列车开往上野。
白天时段，宇都宫线-东海道线系统和高崎线-东海道线系统每小时各有三班列车直通运行，因此，宇都宫线和高崎线的大宫站与东海道线的平冢站之间每小时共有六班列车运行，所有列车均在该区间各站停车，东海道线的大宫站与藤泽站之间的班次约为10分钟一班。 在大宫站以南，所有列车都通过上野东京线或湘南新宿线直通进入东海道线或横须贺线运行。
晚高峰过后，宇都宫线-东海道线和高崎线-东海道线每小时运行3-4列列车，总运行间隔为5-12分钟。 在一天中的某些时段，从上野出发的南行列车每小时发车一次。
北行和南行的最后一班直通列车均在23时左右从东京站出发，在这之后，宇都宫线和高崎线的列车会在上野终到或始发，东海道线的列车会在东京站始发终到。此外，宇都宫线和高崎线方面，有几列班次在早晚会从东京站出发，深夜只有一个高崎线的南行班次会在东京站终到。东海道线方面，早高峰时段的上行列车会设置为上野站终到。平日傍晚的几班列车，周末和节假日的9:00、18:00 和23:00各一班列车（共三班列车），也会从上野站始发直通进入东海道线。
从上野站到东京站之间没有绿色车厢乘务员（从东海道线到宇都宫线和高崎线的直达列车，负责东海道线的绿车乘务员会在东京站下车，负责宇都宫线或高崎线的绿车乘务员会在上野站上车，相反方向也是如此）。请注意，在上野站和品川站之间，绿车乘务员不会登上从宇都宫线或高崎线开往品川站的列车。在白天的列车上，清洁工会在上野站和东京站之间的绿色车厢上检查垃圾和其他杂物。  从沼津站出发和到达的列车在JR东海的区段没有绿色乘务员（与上野东京线以外的东海道线列车一样，也不支持绿皮车 Suica 系统）。

#### 列车类别
只有早上北上的列车，会在东海道线内作为普通列车运行，在东京站将会转换为宇都宫线的快速“Rabbit”列车或高崎线的快速“Urban”列车。 请注意，上野东京线没有在两条线路中都是快速(列车种别为快速)运行的列车（比如湘南新宿线的特别快速，其在东海道线和高崎线内均是快速列车，这种情况在上野东京线是没有的）。此外，从 2021 年 3 月 13 日的时刻表修订开始，快速列车 "Acty"不再作为上野东京线的一部分运营，而是以东京站为始发站（此后完全取消）（请注意，宇都宫线 "快速Rabbit"和高崎线 "快速Urban"，设立之初没有作为上野东京线的一部分在夜间运营）。
宇都宮線 - 東海道線系統
- 普通（全区間普通）

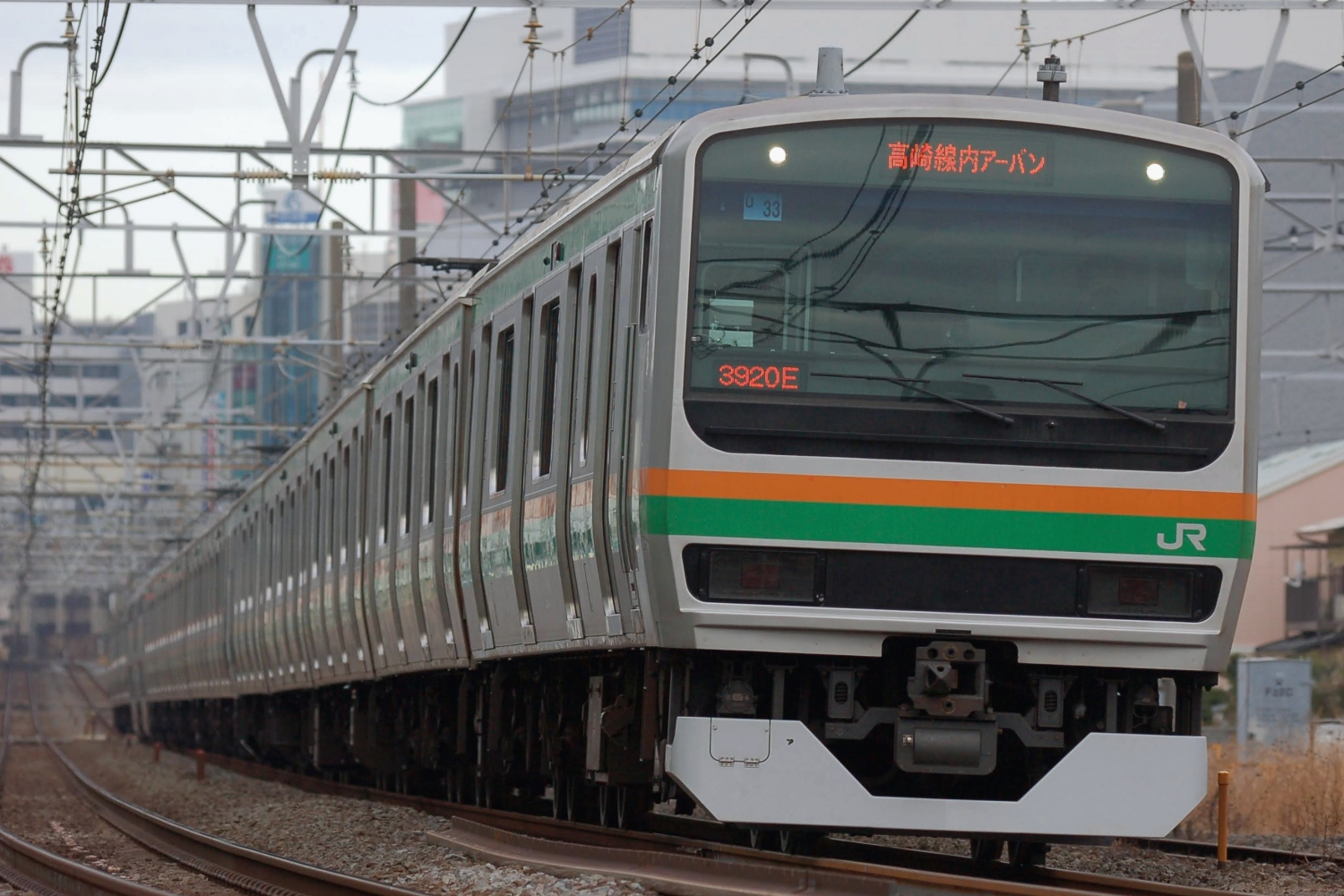
高崎线内快速“Urban”行驶于东海道线内，列车编号相应地为3920E

- 快速“Rabbit”（「ラビット」）（宇都宫線：快速“Rabbit”、東海道線内：普通）

高崎線 - 東海道線系統
- 普通（全区間普通）
- 快速“Urban”（「アーバン」）（高崎線：快速“Urban”、東海道線内：普通）

#### 列车编号
宇都宫线和高崎线系统的列车编号分配如下：
第一位数字
- 全区间的普通列车：1.
- 宇都宫线快速“Rabbit”和 高崎线快速“Urban”：3。

第二位数字
- 宇都宫线系统：5、6。
- 高崎线系统：8、9。

此外，从东海道线横滨方向开来的终到上野的列车，编号将由它将要回送的路线决定，有宇都宫线系统和高崎线系统两种情况。
 
（例如：平日1540E（平塚站始发，上野终到，回送至小金井站），工作日1836E（二宮站发，上野终到，回送至笼原站））
最后两位数字，南行列车采用从21开始的奇数，北行列车采用从20开始的偶数。
末尾的字母为“E”。不过，在东海道线内、宇都宫线内和高崎线内终止的列车以及上野东京线直通列车热海站至沼津站之间的列车（JR东海所辖路段），最后一个字母为“M”。在东海道线内终止的列车，和在宇都宫线内和高崎线内终止的列车，列车编号的奇数偶数是相反的。 这是因为前者以东海道线的上下行方向编号，而后者则以宇都宫线和高崎线的上下行方向（基准为上野站）编号。

### 常磐线系统

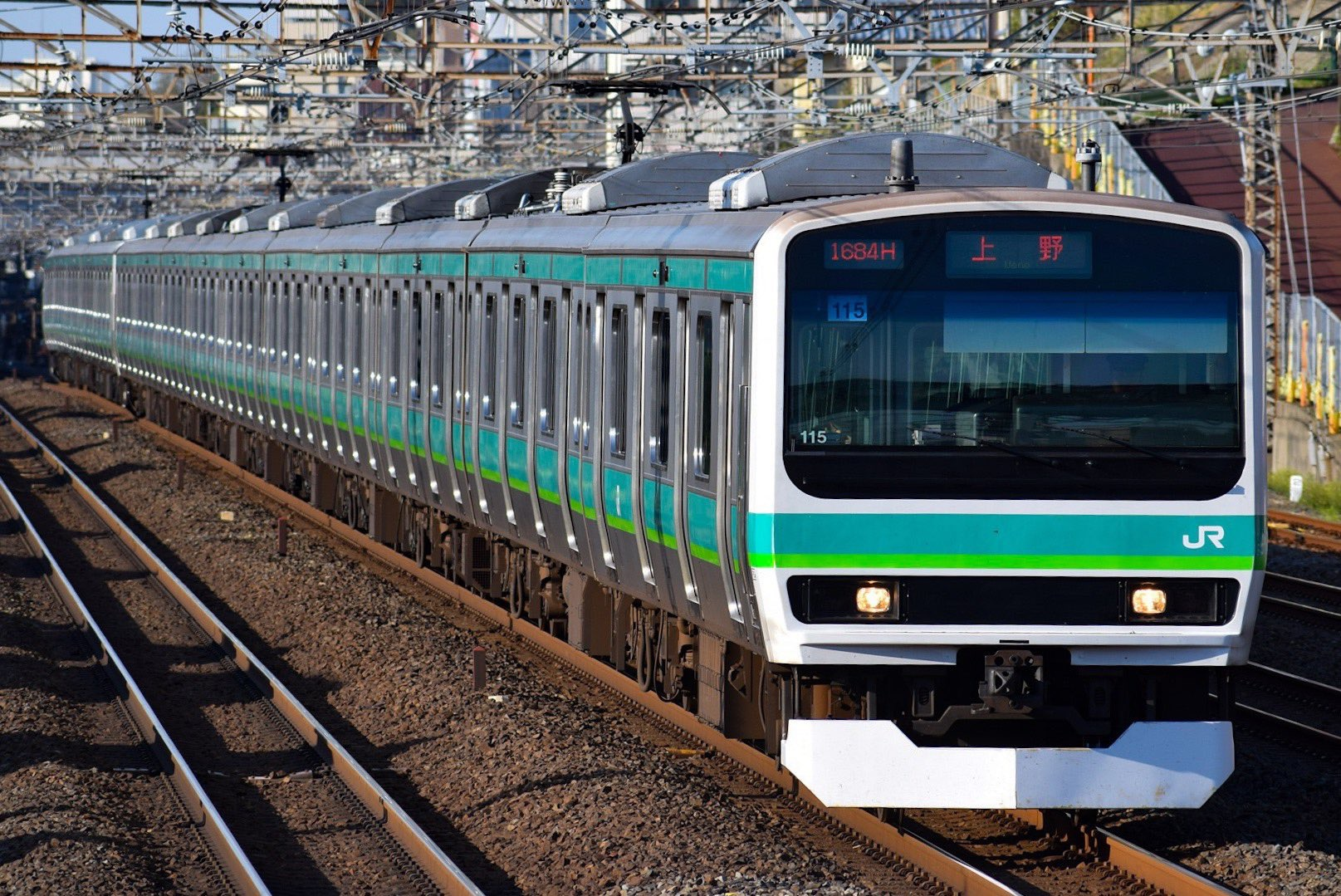
E231系0番台
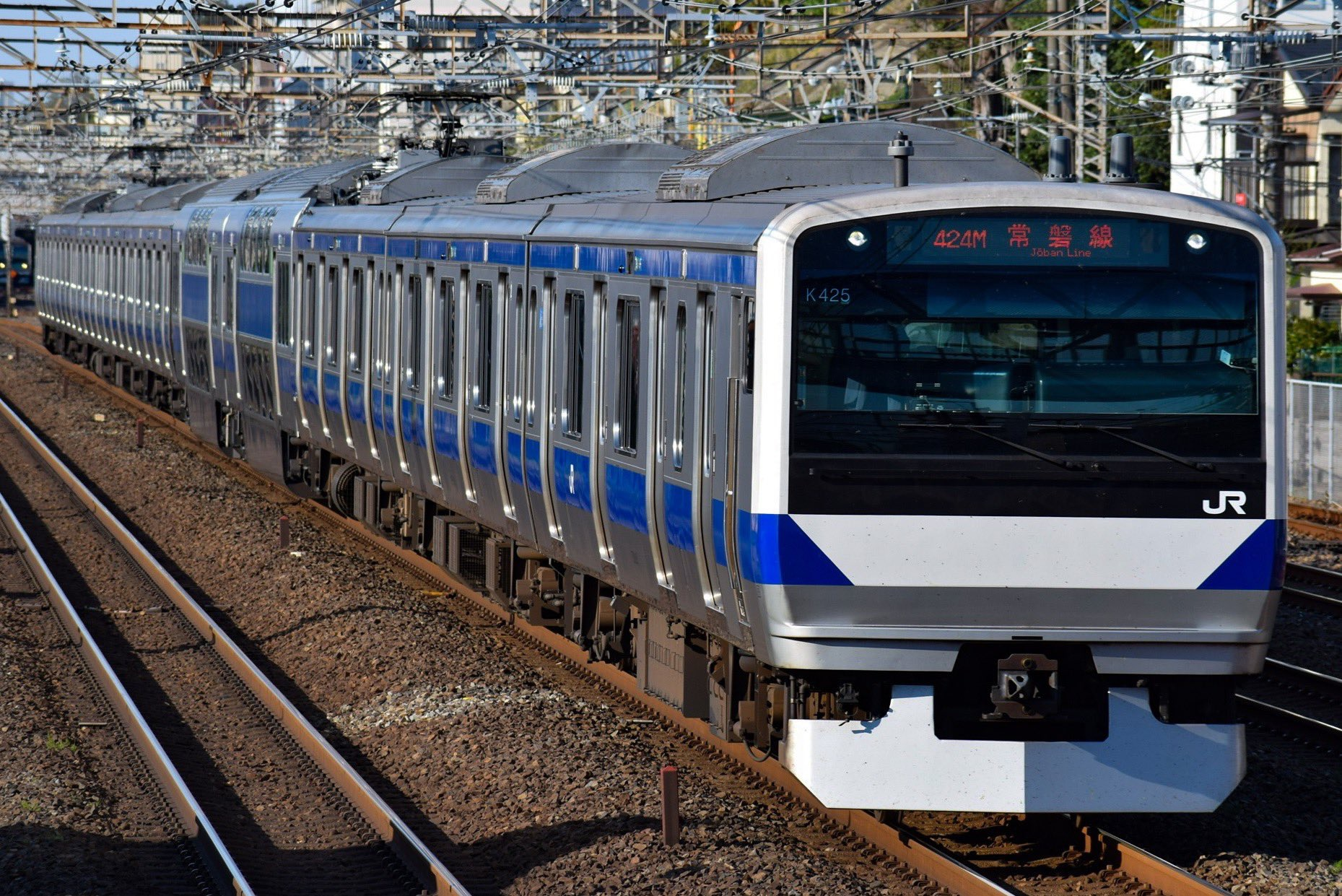
E531系
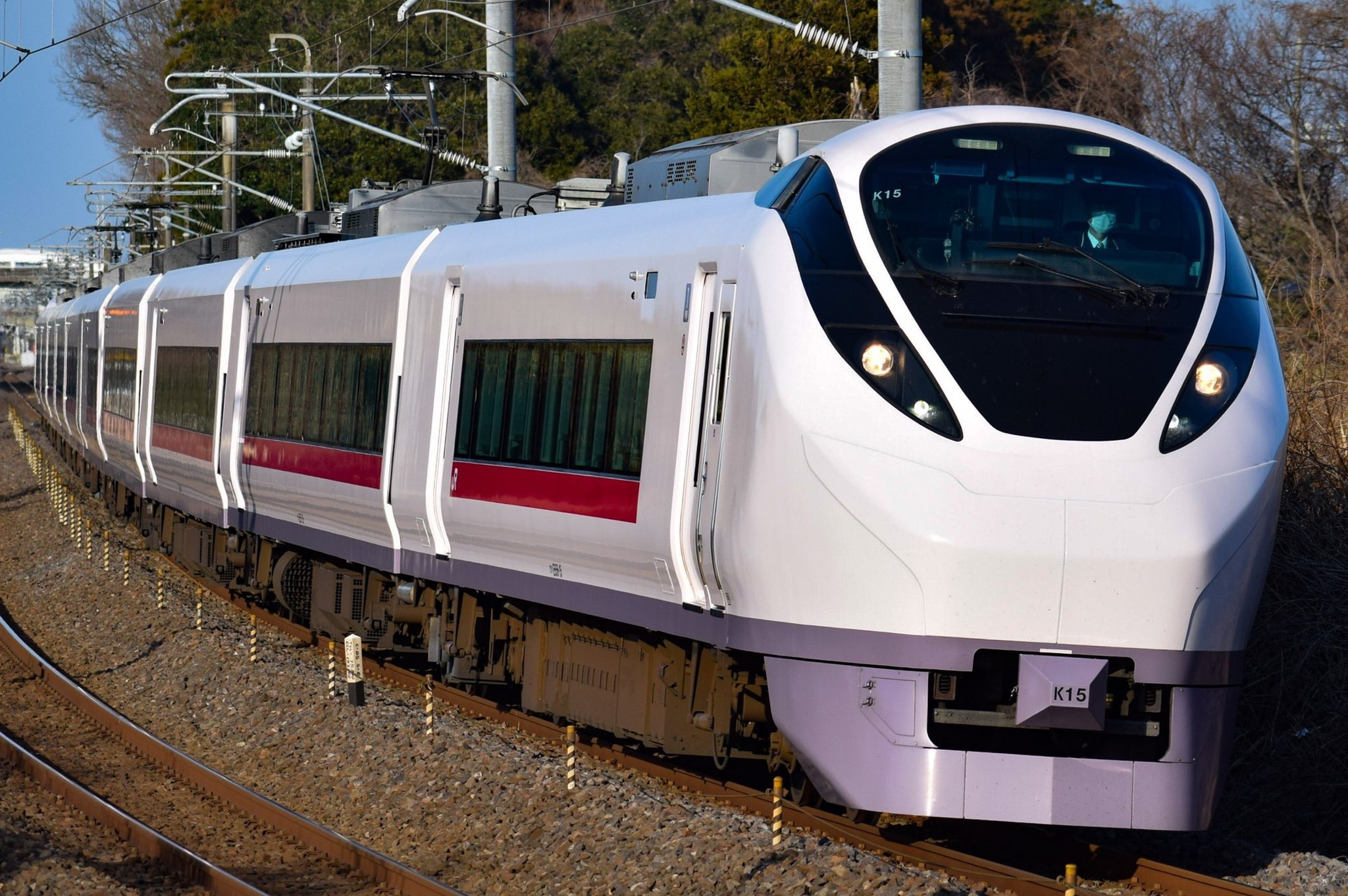
E657系

在本节中，根据常磐线内的方向，前往品川的列车称为“上行”列车，从品川出发的列车称为“下行”列车。
常磐线的部分快速列车、部分中途列车以及大部分的特急列车会在品川站始发终到。与宇都宫线和高崎线相比，从上野站出发和到达上的列车数量更多。 常磐线系统没有东京站始发或终到的列车。 特急列车不在新桥站停靠。
早上6时至7时期间，特急列车“日立1号”和“常磐51号”从品川发车，两班中距离列车在品川站始发和终到。
在工作日的早高峰时段（东京站的上午8点左右），有5班上行快速列车（3班从取手出发，2班从成田出发）和3班中距离列车开往品川，这些车在品川终到后不会折返运行其他列车。 在周六、周日和节假日的同一时段，从成田开往品川的两列快速列车，和两列开往品川的中距离列车，到达品川之后，部分列车会当站折返继续担当中距离列车开行。 常磐53号和常陆5号列车也从品川发车。
从9点开始，在品川站终到始发的特急列车和中途列车开始运营，所有列车在9点后在品川站始发和终到。（周五运营的“常盘96号”除外）。10点之后的00分和30分发车的下行特急常陸號、常磐號列車均在品川站始发。白天，每小时有三班中距离列车始发终到与品川站，其中大部分都前往土浦站。
从 17:00开始，一些快速列车也往返于品川站，加上中距离列车，每小时有四班列车（各两班）往返于品川站。虽然下行列车途中略有差别，但直到22点，总体发车的顺序是“快速列车、常磐号特急列车、中距离列车、快速列车 、常陆号特急列车（21点和22点时是常磐号）、中途列车”（以品川站为基准）。
与宇都宫线和高崎线-东海道线一样，品川站始发的末班车是北行列车，约在23:00到达东京站。

#### 列车类别
- 特急（常陸號、常磐號列車）
- 特别快速（全区间运行的特别快速。至于开往品川的电车，在开业之初，到达上野之后会被表示成“普通”列车，2019年12月左右之后，从东京开始才会被表示为“普通”列车，具体变化时间不详）。
- 快速（取手站 - 品川站为快速运行；成田站始发终到的快速列车，在成田线成田站至我孙子站之间各站停车）
- 普通（全区间普通。但是上行列车在取手站 - 日暮里站之间，下行列车在品川站 - 天王台站之间会被表示为快速）

※特急列车和普通列车的编号，末尾字母为M，偶数列车开往上野・品川，奇数列车开往土浦・水户・胜田。快速列车的末尾字母为H，偶数编号的列车开往上野・品川，奇数编号的列车开往松户・取手・成田（在成田线内末尾字母是M）。

### 运行数量
定期列车服务的数量（截至 2023 年 3 月 18 日）如下：
| 线路       | 线路                   | 東海道線            | 東海道線            | 東海道線            | 東海道線            | 東海道線            | 東北本線            | 東北本線            | 東北本線            | 東北本線            | 東北本線            | 東北本線   | 東北本線   | 東北本線    | 東北本線    | 東北本線    | 東北本線      |               |
| 车站＼种类 | 车站＼种类             | …                   | 品川                | 品川                | …                   | 東京                | 東京                | …                   | 上野                | 上野                | …                   | （日暮里） | （日暮里） | …           | 大宮        | 大宮        | …             |               |
| ---------- | ---------------------- | ------------------- | ------------------- | ------------------- | ------------------- | ------------------- | ------------------- | ------------------- | ------------------- | ------------------- | ------------------- | ---------- | ---------- | ----------- | ----------- | ----------- | ------------- | ------------- |
| 运行数量   | 特急                   | 直通東海道線←       | 0-2班               | 0-2班               | 0-2班               | 0-2班               |                     |                     |                     |                     |                     |            |            |             |             |             |               |               |
| 运行数量   | 普通                   | 直通東海道線←       | 3班                 | 3班                 | 3班                 | 3班                 | 3班                 | 3班                 | 3班                 | 3班                 | 3班                 | 3班        | 3班        | 3班         | 3班         | 3班         | →直通宇都宮線 | →直通宇都宮線 |
| 运行数量   | 普通                   | 直通東海道線←       | 3班                 | 3班                 | 3班                 | 3班                 | 3班                 | 3班                 | 3班                 | 3班                 | 3班                 | 3班        | 3班        | 3班         | 3班         | 3班         | →直通高崎線   | →直通高崎線   |
| 运行数量   | 特急                   |                     |                     |                     |                     |                     |                     |                     |                     | 0-1班               | 0-1班               | 0-1班      | 0-1班      | 0-1班       | 0-1班       | 0-1班       | →直通高崎線   | →直通高崎線   |
| 运行数量   | 普通                   | 1班                 | 1班                 | 1班                 | 1班                 | 1班                 | 1班                 | 1班                 |                     |                     |                     |            |            |             |             |             | →直通高崎線   | →直通高崎線   |
| 运行数量   | 普通                   | 1班                 | 1班                 | 1班                 | 1班                 | 1班                 | 1班                 | 1班                 | →直通宇都宮線       | →直通宇都宮線       |                     |            |            |             |             |             |               |               |
| 运行数量   | 特急                   |                     |                     | 2班                 | 2班                 | 2班                 | 2班                 | 2班                 | 2班                 | 2班                 | 2班                 | 2班        | 2班        | →直通常磐線 | →直通常磐線 | →直通常磐線 | →直通常磐線   |               |
| 运行数量   | 特別快速               | 1班（只有部分时段） | 1班（只有部分时段） | 1班（只有部分时段） | 1班（只有部分时段） | 1班（只有部分时段） | 1班（只有部分时段） | 1班（只有部分时段） | 1班（只有部分时段） | 1班（只有部分时段） | 1班（只有部分时段） |            |            | →直通常磐線 | →直通常磐線 | →直通常磐線 | →直通常磐線   |               |
| 运行数量   | 快速（取手以北为普通） | 3班                 | 3班                 | 3班                 | 3班                 | 3班                 | 3班                 | 3班                 | 3班                 | 3班                 | 3班                 |            |            | →直通常磐線 | →直通常磐線 | →直通常磐線 | →直通常磐線   |               |

## 时刻表的变迁
- 2015年
  - 3月14日：为新开业设定时间表。 工作日南行177班，北行184班。 节假日174班南行列车，176班北行列车。 （详情请参阅上文的运行数量）
- 2016年
  - 3月26日：运营模式、列车数量和目的地不变。 修订了部分列车的时刻表，共有三列列车：东海道线至宇都宫线北行方向早上一列，东海道线至高崎线北行方向早晚各一列，这三班车的运行编组都从由10节车厢编成改为15节车厢编成（白天部分列车从15节车厢列车改为10节车厢列车）。
- 2017年
  - 3月4日：运营模式、列车数量和目的地不变。 从品川发往常磐线北行方向的大部分列车运行时间缩短。 东海道线・宇都宫线・高崎线系统的部分列车编组由10节车厢编成改为15节车厢编成（部分日间列车由15节车厢改为10节车厢）。
  - 10月14日：常磐线增加直通列车，中距离列车和常磐号特急列车的直通运行时间由原来的仅在白天运行扩大到几乎全天（2017 年 7 月 7 日宣布[28]）。

东海道线・宇都宫线・高崎线系统的部分列车由10节车厢编成改为15节车厢编成。
高崎线直通至东海道线的两列早班通勤列车，分别从品川方向改为大船方向，和从小田原方向改为品川方向（上野东京线首次开通至大船方向的列车）。
- 2020年
  - 3月14日：随着常磐线全线重新通车，往返品川的特急列车“常陆”的2.5个往返班次将延长到仙台。
- 2021年
  - 3月13日：在对各条线路的末班车时间进行了审视的同时，对时刻表进行了修订，并将运营时间延长至深夜区域（仅在宇都宫线和高崎线与东京站之间，还在上野东京线的常规时刻表中首次引入了开往东京的列车。因此，"宇都宫线 "的末班下行列车和 "高崎线 "开往高崎站的末班下行列车由上野东京线的上野始发站改为东京始发站）[29]。
    - 宇都宫线和高崎线（湘南新宿线除外）白天的所有列车都改为上野东京线（由于减少了上野站的折返次数，上野东京线白天的列车数量保持不变），同时调整服务间隔，这意味着宇都宫线系统和高崎线系统在大宫站-东京站-东海道线之间交替运行。
    - 停止运行上野站直通宇都宫线的快速“Acty”列车[# 11]。
    - 修订部分列车的运行区间（例如，将高崎线一侧笼原站始发终到的列车延长运行至高崎站，以及东海道线一侧小田原站始发终到的列车延长运行至热海站）。
- 2022年
  - 3月12日：增加常磐线白天的直通列车（从每小时2列增至3列），自2017年以来再次重新运行傍晚时段开往高萩站的10节车厢列车。周末和节假日从品川站起降的所有定期特急列车常陸號、常磐號列車。另一方面，常磐线特别快速列车的数量有所减少。而然，随着宇都宫线 宇都宫站 - 黑矶站间实施单人运转并全数采用E131系列车，宇都宫线的直通系统缩短至宇都宫站，黑矶站至热海站之间的上野东京线最长的普通列车也缩短了区间。东海道线早上开往上野的上行列车减少了一部分。
- 2023年
  - 3月18日：夜间增加了一班从上野出发的直通东海道线的列车（由曾经自东京出发的东海道线快速 Acty 转变而来）[30]。一班下行特急 "日立号 "改为从品川出发，所有定期运行的特急"日立"现在都从品川站出发或终到[31]。取消部分经由高崎线和两毛线（往返于前桥站）的直通列车，取而代之的是往返于高崎站的列车[32]。
- 2024年
  - 3月16日：晚间到达仙台站的特急 "日立"的时刻表向后推迟了一小时。复活了前桥站始发开往沼津站的一班南行列车，是停开七年来首次恢复运行，成为上野东京线运行时间最长的普通列车，也是整个 JR东日本管内运行时间最长的普通列车[33][34]。

## 車站列表
此處為與湘南新宿線對比，僅收錄大宮－大船間路段。
- 站名欄
  - 特定都區市內制度適用範圍車站 … ：東京山手線內、：東京都區內、：橫濱市內
- 停車站
  - ●：停靠、｜：通过、空白：不途经、不运行
  - 普通列车，在这些车站都会停车
- 连接线路和备注
  - 东日本旅客铁道的线路名称与运行系统上的名称相同。

| 正式路線名   | 車站編號     | 中文站名     | 日文站名     | 英文站名     | 站間營業距離 | 東京起計營業距離 | 普通 | 快速Rapid / Urban | 常磐線直通系統 | 接續路線 | 所在地 | 所在地 | 所在地 |
| ------------ | ------------ | ------------ | ------------ | ------------ | ------------ | ---------------- | --- | --- | --- | --- | --- | --- | --- |
|              |              |              |              |              |              |                  | | | | | | | |
| 直通運行路段 | 直通運行路段 | 直通運行路段 | 直通運行路段 | 直通運行路段 | 直通運行路段 | 直通運行路段     | 大宮站起： 直通至 宇都宮線（東北本線）宇都宮站 途經 高崎線 高崎站直通至■上越線 新前橋站、■兩毛線 前橋站 日暮里站起： 途經 常磐線（快速）我孫子站直通至■成田線 成田站 途經 常磐線（快速）取手站直通至■常磐線 高萩站（特急直通至仙台站） | 大宮站起： 直通至 宇都宮線（東北本線）宇都宮站 途經 高崎線 高崎站直通至■上越線 新前橋站、■兩毛線 前橋站 日暮里站起： 途經 常磐線（快速）我孫子站直通至■成田線 成田站 途經 常磐線（快速）取手站直通至■常磐線 高萩站（特急直通至仙台站） | 大宮站起： 直通至 宇都宮線（東北本線）宇都宮站 途經 高崎線 高崎站直通至■上越線 新前橋站、■兩毛線 前橋站 日暮里站起： 途經 常磐線（快速）我孫子站直通至■成田線 成田站 途經 常磐線（快速）取手站直通至■常磐線 高萩站（特急直通至仙台站） | 大宮站起： 直通至 宇都宮線（東北本線）宇都宮站 途經 高崎線 高崎站直通至■上越線 新前橋站、■兩毛線 前橋站 日暮里站起： 途經 常磐線（快速）我孫子站直通至■成田線 成田站 途經 常磐線（快速）取手站直通至■常磐線 高萩站（特急直通至仙台站） | 大宮站起： 直通至 宇都宮線（東北本線）宇都宮站 途經 高崎線 高崎站直通至■上越線 新前橋站、■兩毛線 前橋站 日暮里站起： 途經 常磐線（快速）我孫子站直通至■成田線 成田站 途經 常磐線（快速）取手站直通至■常磐線 高萩站（特急直通至仙台站） | 大宮站起： 直通至 宇都宮線（東北本線）宇都宮站 途經 高崎線 高崎站直通至■上越線 新前橋站、■兩毛線 前橋站 日暮里站起： 途經 常磐線（快速）我孫子站直通至■成田線 成田站 途經 常磐線（快速）取手站直通至■常磐線 高萩站（特急直通至仙台站） | 大宮站起： 直通至 宇都宮線（東北本線）宇都宮站 途經 高崎線 高崎站直通至■上越線 新前橋站、■兩毛線 前橋站 日暮里站起： 途經 常磐線（快速）我孫子站直通至■成田線 成田站 途經 常磐線（快速）取手站直通至■常磐線 高萩站（特急直通至仙台站） |
| 東北本線     | JU 07        | 大宮         |              |              | -            | 30.5 [30.3]      | ● | ● | | 東日本旅客鐵道： 東北、山形、秋田、上越、北陸新幹線、 京濱東北線（JK47）、 湘南新宿線（JS24）、 埼京線（JA26）、川越線 東武鐵道： 野田線（東武都市公園線）（TD-01） 埼玉新都市交通：伊奈線（New Shuttle） | 埼玉縣 | 埼玉市 | 大宮區 |
| 東北本線     | JU 06        | 埼玉新都心   |              |              | 1.6          | 28.9 [28.7]      | ● | ｜ | | 東日本旅客鐵道： 京濱東北線（JK46） | 埼玉縣 | 埼玉市 | 大宮區 |
| 東北本線     | JU 05        | 浦和         |              |              | 4.5          | 24.4 [24.2]      | ● | ● | | 東日本旅客鐵道： 京濱東北線（JK43）、 湘南新宿線（JS23） | 埼玉縣 | 埼玉市 | 浦和區 |
| 東北本線     | JU 04        | 赤羽         |              |              | 11.0         | 13.4 [13.2]      | ● | ● | | 東日本旅客鐵道： 京濱東北線（JK38）、 湘南新宿線（JS22）、 埼京線（JA15） | 東京都 | 北區 | 北區 |
| 東北本線     | JU 03        | 尾久         |              |              | 5.0          | 8.4              | ● | ｜ | | | 東京都 | 北區 | 北區 |
| 東北本線     | JJ 02        | 日暮里       |              |              | 2.6          | 5.8              | ｜ | ｜ | ● | 東日本旅客鐵道： 山手線（JY07）、 京濱東北線（JK32） 京成電鐵： 本線（KS02） 東京都交通局：日暮里-舍人線（01） | 東京都 | 荒川區 | 荒川區 |
| 東北本線     | JU 02 JJ 01  | 上野         |              |              | 2.2          | 3.6              | ● | ● | ● | 東日本旅客鐵道： 東北、山形、秋田、上越、北陸新幹線、 山手線（JY05）、 京濱東北線（JK30） 東京地下鐵： 銀座線（G-16）、 日比谷線（H-17） 京成電鐵： 京成本線（京成上野：KS01） | 東京都 | 台東區 | 台東區 |
| 東北本線     | JU 01        | 東京         |              |              | 3.6          | 0.0              | ● | ● | ● | 東日本旅客鐵道： 東北、山形、秋田、上越、北陸新幹線、 山手線（JY01）、 京濱東北線（JK26）、 中央線（JC01）、 橫須賀線、 總武線（快速）（JO19）、 京葉線（JE01） 東海旅客鐵道： 東海道新幹線 東京地下鐵： 丸之內線（M-17） 東京地下鐵： 東西線（大手町：T-09） 東京地下鐵： 千代田線（二重橋前：C-10） 都營地下鐵： 三田線（大手町：I-09） | 東京都 | 千代田區 | 千代田區 |
| 東海道本線   | JT 01        | 東京         |              |              | 3.6          | 0.0              | ● | ● | ● | 東日本旅客鐵道： 東北、山形、秋田、上越、北陸新幹線、 山手線（JY01）、 京濱東北線（JK26）、 中央線（JC01）、 橫須賀線、 總武線（快速）（JO19）、 京葉線（JE01） 東海旅客鐵道： 東海道新幹線 東京地下鐵： 丸之內線（M-17） 東京地下鐵： 東西線（大手町：T-09） 東京地下鐵： 千代田線（二重橋前：C-10） 都營地下鐵： 三田線（大手町：I-09） | 東京都 | 千代田區 | 千代田區 |
| 東海道本線   | JT 02        | 新橋         |              |              | 1.9          | 1.9              | ● | ● | ● | 東日本旅客鐵道： 山手線（JY29）、 京濱東北線（JK24）、 橫須賀線（JO18） 東京地下鐵： 銀座線（G-08） 都營地下鐵： 淺草線（A-10） 百合鷗： 臨海線（U-01） | 東京都 | 港區 | 港區 |
| 東海道本線   | JT 03        | 品川         |              |              | 4.9          | 6.8              | ● | ● | ● | 東日本旅客鐵道： 山手線（JY25）、 京濱東北線（JK20）、 橫須賀線（JO17） 東海旅客鐵道： 東海道新幹線 京濱急行電鐵： 本線（KK01） | 東京都 | 港區 | 港區 |
| 東海道本線   | JT 04        | 川崎         |              |              | 11.4         | 18.2             | ● | ● | | 東日本旅客鐵道： 京濱東北線（JK16）、 南武線（JN01） 京濱急行電鐵： 本線、大師線（京急川崎：KK20） | 神奈川縣 | 川崎市 | 川崎區 |
| 東海道本線   | JT 05        | 橫濱         |              |              | 10.6         | 28.8             | ● | ● | | 東日本旅客鐵道： 京濱東北線、 根岸線（JK12）、 橫須賀線（JO13）、 湘南新宿線（JS13）、 橫濱線 東急電鐵： 東橫線（TY21） 京濱急行電鐵： 本線（KK37） 相模鐵道： 本線（SO01） 橫濱市營地下鐵： 藍線（3號線）（B20） 橫濱高速鐵道： 港未來線（MM01）                                                                                         | 神奈川縣 | 橫濱市 | 西區 |
| 東海道本線   | JT 06        | 戶塚         |              |              | 12.1         | 40.9             | ● | ● | | 東日本旅客鐵道： 橫須賀線（JO10）、 湘南新宿線（JS10） 橫濱市營地下鐵： 藍線（1號線）（B06） | 神奈川縣 | 橫濱市 | 戶塚區 |
| 東海道本線   | JT 07        | 大船         |              |              | 5.6          | 46.5             | ● | ● | | 東日本旅客鐵道： 根岸線（JK01）、 橫須賀線（JO09）、 湘南新宿線（JS09） 湘南單軌電車：江之島線 | 神奈川縣 | 鎌倉市 | 鎌倉市 |
| 直通運行路段 | 直通運行路段 | 直通運行路段 | 直通運行路段 | 直通運行路段 | 直通運行路段 | 直通運行路段     | 大船站起： 途經東海道線熱海站直通至 東海道線 沼津站 途經東海道線熱海站直通至伊東線 伊東站 | 大船站起： 途經東海道線熱海站直通至 東海道線 沼津站 途經東海道線熱海站直通至伊東線 伊東站 | 大船站起： 途經東海道線熱海站直通至 東海道線 沼津站 途經東海道線熱海站直通至伊東線 伊東站 | 大船站起： 途經東海道線熱海站直通至 東海道線 沼津站 途經東海道線熱海站直通至伊東線 伊東站 | 大船站起： 途經東海道線熱海站直通至 東海道線 沼津站 途經東海道線熱海站直通至伊東線 伊東站 | 大船站起： 途經東海道線熱海站直通至 東海道線 沼津站 途經東海道線熱海站直通至伊東線 伊東站 | 大船站起： 途經東海道線熱海站直通至 東海道線 沼津站 途經東海道線熱海站直通至伊東線 伊東站 |

1. ↑  上野－赤羽作為途經尾久標記。[ ]內為用於車費計算的途經田端最短路線的營業距離。
2. ↑  大船站部分用地橫跨至橫濱市榮區。車站本屋所在地為鎌倉市。參見車站條目。

- 由于东京站和上野站之间的线路位于东北本线上，因此东京站是起点站。
- 也曾考虑过在秋叶原站设站，但从预计乘客人数和成本的角度考虑（如果设站，需要增加 90 亿日元），决定不设站[35]。

## 车辆
所有列车均在使用。普通列车和快速列车以15节车厢编成运行，其中品川附近为10节车厢基本编组（4号车和5号车为绿色车厢），会在上野附近联结上5节车厢附属编组（基本编组和附属编组均配有卫生间）。 不过，常磐线的E231系的松户车辆没有绿色车厢或厕所。

### 宇都宫线・高崎线 - 东海道线系统
E231系近郊型
E233系3000番台
列车的涂装使用橙色和绿色（■■）条纹，被通称为“湘南绿”。

此外，E231系和E233系的大多数都是共同运营的，也有来自两个车辆中心所属车辆的连挂重联运营，分别配属于国府津车辆中心和小山车辆中心的。

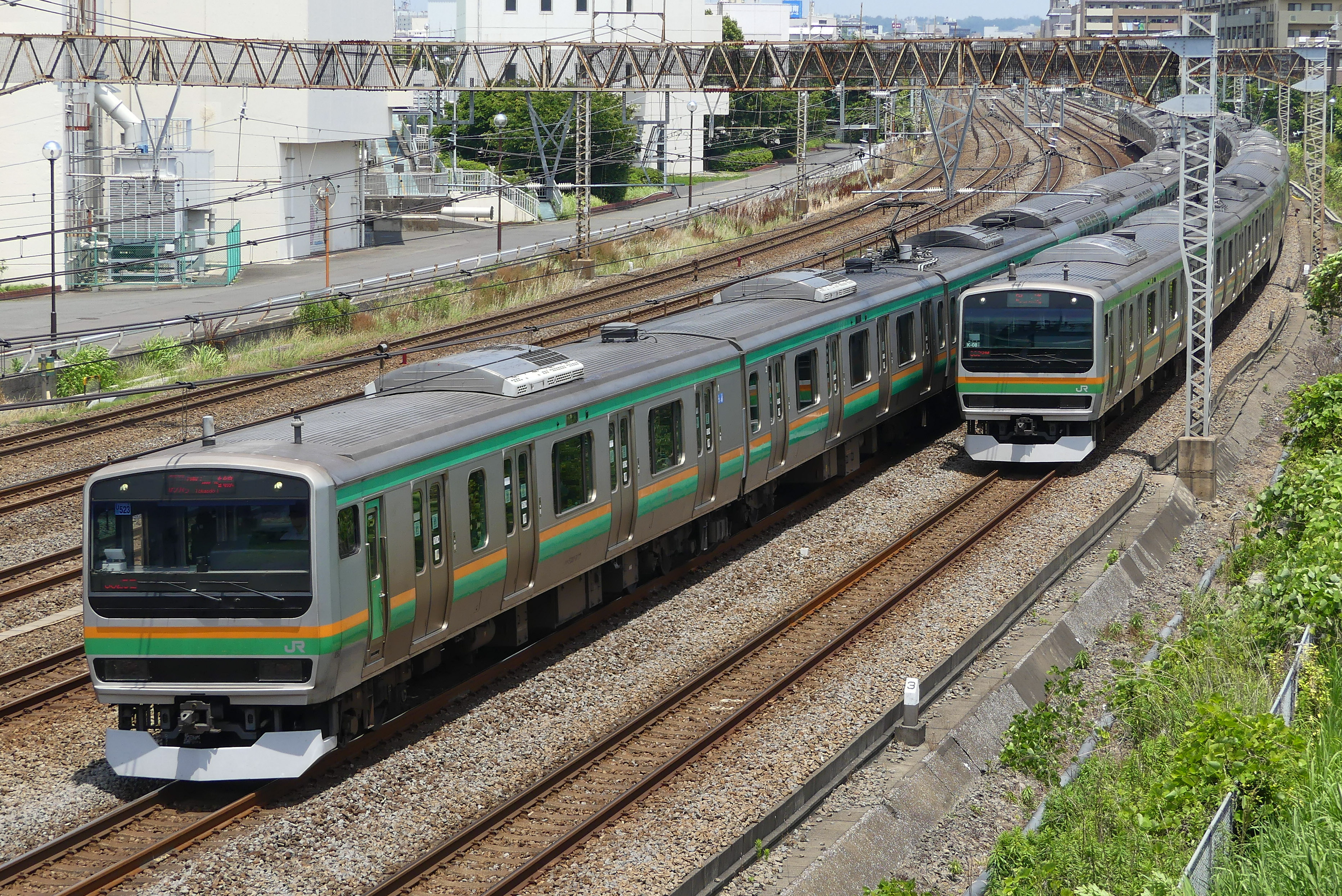
E231系近郊型
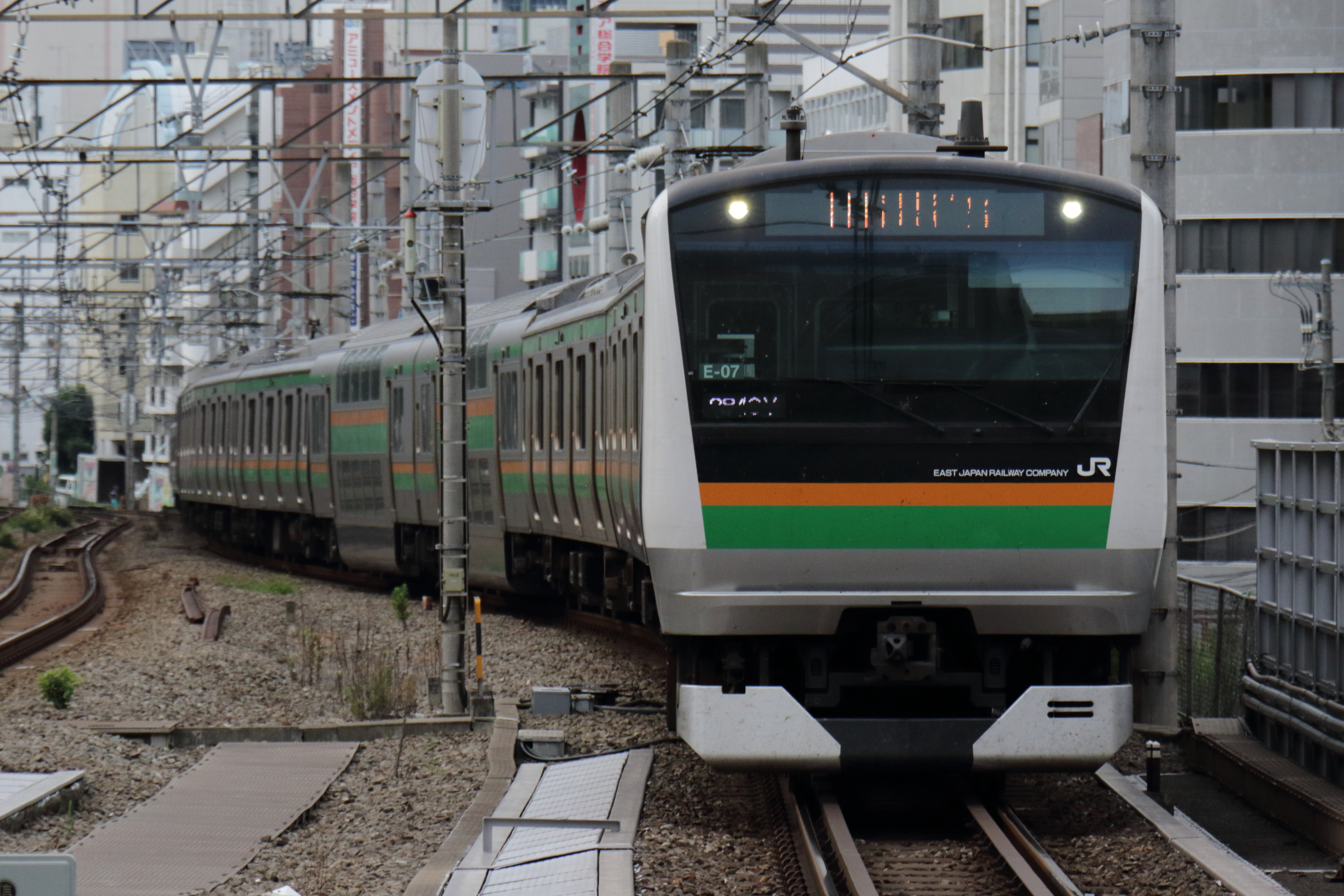
E233系3000番台
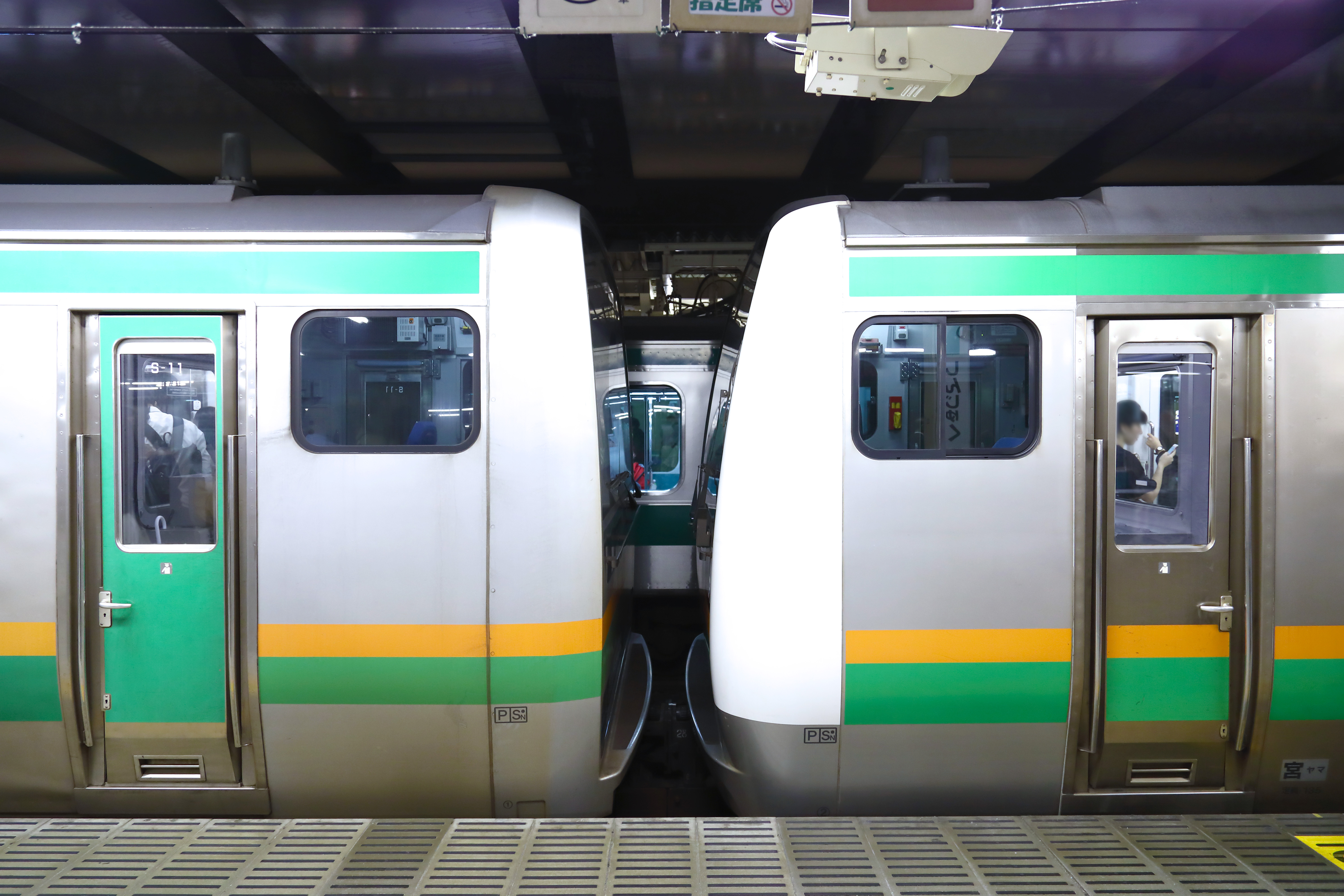
E231＋E233系的重联

### 常磐线系统
E231系0番台
直流电车。取手・成田 - 上野・品川間担当快速列车的运营。
E531系
交直流两用电车，担当特别快速和普通列车的运用。
E657系
交直流两用电车，担当特急常陸號、常磐號列車。
- E231系0番台
- E531系
- E657系

## 线路构造

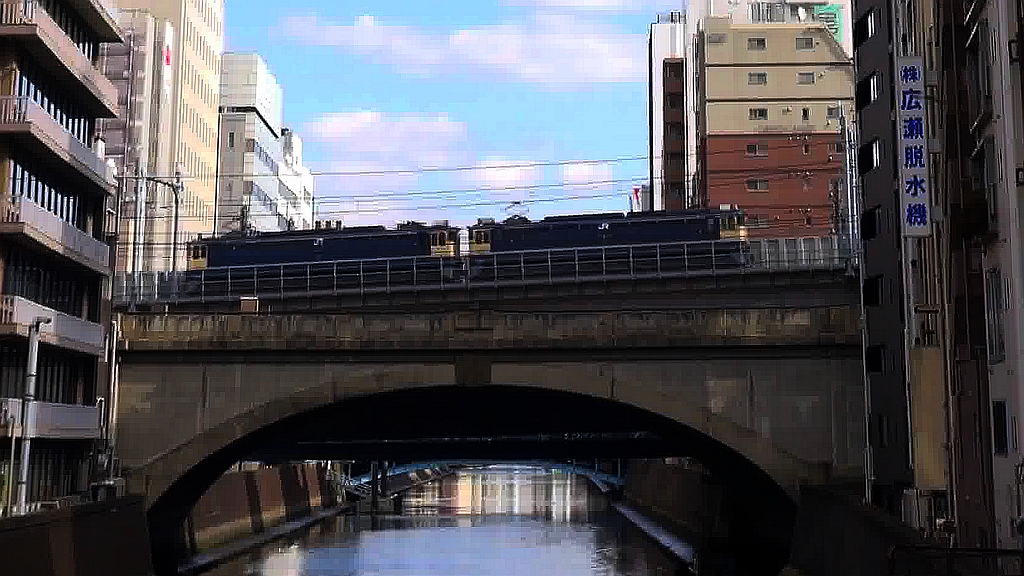
于上野東京线试验的EF65重联编组（2015年2月21日摄于秋叶原万世桥）

本节介绍在东北纵贯线项目下修建的上野站至东京站之间的上野东京线专用段。
在东北新干线建设期间被拆除的秋叶原站 - 的神田站南侧的路段，新建了高架桥（在新干线的路线上的重叠，共约1.3公里）。在这个高架桥两侧也同样施工，施工前使用的置留线以及东京站-神田站之间（约0.9公里）的连接改造，和秋叶原站-上野站之间（约1.6公里）的既有高架线路的改良，施工线路总长3.8公里（运营里程数为3.6公里）。
- 高架桥梁的设计荷载能力 新高架桥的设计荷载，不仅是以用于电车和气动车的M荷载标准建造，而是按照EA-17荷载标准建造的，这是预想电力机车重联牵引的重型货运列车通过的最强EA荷载。 在横跨神田站北侧中央大街的 “神田大通跨线线路桥”上，贴有设计荷载（EA-17）的铭牌。此外，为了证明能承受这种荷载，2015年2月21日将电力机车重联（EF65-1106和1107）行驶至桥上，进行了在坡道上起动机车的测试。
- 进入线路的坡度 引道坡度：东京和上野方向的引桥的坡度均为34‰，低于法律规定的35‰标准。这是因为，东京方向的线路在神田与东京之间会被首都高速内环线高架桥跨过，以及上野方向的线路在秋叶原站会被总武线高架桥跨过，两处地方均为线路坡度的控制点，以确保新干线在神田站上方的建筑限界。

## 建造後效果

### 好處
- 東北本線電車線（京濱東北線、山手線）的上野站 - 御徒町站間載客率之緩和。預估首都圈載客率最高的此區間將會由230%下降至180%以下[36]。此一推測數據為計畫當初的數字，之後產生變化，同路線導入新型車輛（E233系、E231系）以及D-ATC之後，2009年度開始載客率下降至第2[37]、2011年載客率減少至194%[38]，2015年完工後更大幅減至170%以下。
- 直通運行後縮短乘車時間。一部份列車不再需要於上野站或東京站轉乘電車線，尾久站以及三河島站以北 - 品川站間可望縮減11分鐘左右的時間，此外東京站與上野站等將因為轉乘的旅客減少，車站的擁擠也會緩和。
- 連結首都圈南北之運輸網路再強化。在上野站終止的3線與在東京站終止的東海道線直通之後，一部份的列車將不用轉乘，可望促進沿線區域的相互交流與北關東區域的活性化。
- 可望節省車輛在東京站與上野站折返的工作。
- 可望加強由北關東連結至中央新幹線起始站品川站之能力，並計畫透過利用休止中的東海道貨物線設置新線，強化北關東連結至羽田機場之能力[39]。
- 創造新的客源與吸收由其他公司移轉來的旅客進而增加收益[40]。在2013年3月期的決算說明會中（2013年4月30日）針對東北縱貫線開業之說明表示「2015年3月期完成東北縱貫線後，無須在上野站轉乘，常磐線、宇都宮線、高崎線的客人可以直接搭乘至東海道線內，可望減少10分鐘以上的時間並緩和擁擠，可望創造新的旅客來源，並吸收其他公司的旅客」。

### 問題
- 舒適度減少。雖然上野東京線加強南北關東的連結，然而與此同時原本東京站及上野站始發班次需要大幅減少，而東京站更加大部份時間沒有始發班次，導致原有於東京站繁忙時間乘搭東海道線乘客經常出現沒有空位的情況，要忍受長時間站位之苦。
- 分配問題。受平面交叉影響，加上用車關係導致大部份直通班次以宇都宮/高崎線班次為主，同樣提供直通服務的常磐線日間每一小時只有兩班普通列車直通而且只達品川(2022年3月12日起增加至三班)，因此受惠有限

## 外部鏈結
- 上野東京線特設網站（页面存档备份，存于） - JR東日本（日語）